# Un avant-poste du progrès
Un avant-poste du progrès (An Outpost of Progress) est une nouvelle de Joseph Conrad publiée en 1897.

## Historique
Un avant-poste du progrès est une nouvelle de Joseph Conrad publiée en 1897 dans la revue Cosmopolis, puis en 1898 dans le recueil de nouvelles Tales of Unrest (traduit en français par Inquiétude).
Nommé capitaine d'un petit vapeur naviguant sur le Congo, Conrad arrive en août 1890 à Stanley Pool. Son navire, le Florida, ayant coulé, il se retrouve second sur le Roi-des-Belges, remonte le Congo jusqu'à Stanley Falls et en exerce le commandement pour le retour. Malade, il quitte l'Afrique en décembre. Cette expérience est à la source de deux récits : Un avant-poste du progrès et Au cœur des ténèbres.

## Résumé
Sur les bords d'un grand fleuve africain, Kayerts et Carlier, deux blancs, fraîchement débarqués, sont responsables d'un comptoir. Avec Makola, un nègre de Sierra Leone, ils troquent des cotonnades et des babioles contre de l'ivoire. Le prochain ravitaillement par le vapeur se fera dans six mois...

## Éditions en anglais
- Un avant-poste du progrès, dans la revue Cosmopolis en juin et juillet 1897.
- Un avant-poste du progrès, dans le recueil de nouvelles Tales of Unrest, chez T. Fisher Unwin, en avril 1898.

## Traductions en français
- Un avant-poste du progrès, traduit par G. Jean-Aubry, Paris, Éditions Gallimard, 1932
- Un avant-poste du progrès, traduction revue par Pierre Coustillas, Conrad, Œuvres, tome I, Éditions Gallimard, « Bibliothèque de la Pléiade », 1982.

## Adaptations
En 2006, Sylvain Venayre épaule le dessinateur-illustrateur Jean-Philippe Stassen pour adapter en roman graphique la nouvelle Un avant-poste du progrès ainsi que le récit Au cœur des ténèbres (Heart of Darkness) paru en 1899.
Il existe une version radiophonique de la nouvelle, diffusée par France Culture en Direct du studio 119 de la maison de la Radio en 2017. La traduction est de Georges Jean-Aubry et réalisation de Michel Sidoroff. Elle est ré-écoutable et téléchargeable sur le site de France Culture.
En 2017, Hugo Vieira da Silva réalise un film « Un avant poste du progrès » (Posto-Avançado do Progresso, 2h 01min)